# Capitano Tarantini (1940)
«Капітано Тарантіні» (італ. Capitano Tarantini) — військовий корабель, підводний човен типу «Люцці» Королівських ВМС Італії за часів Другої світової війни.
«Капітано Тарантіні» був закладений 5 квітня 1939 року на верфі компанії Franco Tosi у Таранто. 7 січня 1940 року він був спущений на воду, а 16 січня 1940 року увійшов до складу Королівських ВМС Італії.

## Історія служби
10 червня 1940 року на момент вступу Італії в Другу світову війну «Тарантіні» під командуванням лейтенанта Альфреда Яши перебував на бойовому чергуванні в районі острову Крит. 11 червня човен атакував великий танкер (близько 7000 тонн), але невдало через несправні торпеди.
Під час другого бойового походу з 27 червня та 12 липня 1940 року потопив панамське судно BEME (3040 т).
Після ще двох патрулів у Середземномор'ї, «Тарантіні» був відряджений до італійської військово-морської бази BETASOM в Бордо, для подальших дій в Атлантиці. 31 серпня 1940 року він залишив Трапані (Сицилію) прямуючи до Бордо. 10 вересня він перетнув Гібралтарську протоку, а потім перейшов до патрулювання на північ від Азорських островів, де залишився до 29 вересня. Після цього 5 жовтня він прибув до Бордо.
15 грудня 1940 року «Капітано Тарантіні» повертався з чергового бойового походу до Атлантики в естуарій Жиронди, і вже знаходився під супроводом німецького ескорту, відправленого, як завжди, для прикриття підводних човнів, що поверталися з Атлантичного океану. О 10:17 британський підводний човен «Тандерболт» несподівано торпедував італійську субмарину, яка майже одразу затонула. Врятовано лише 5 членів екіпажу.